# سار رودریگز
سار رودریگز (نام علمی: Necropsar rodericanus) نام یک گونه منقرض‌شده از تیره ساران است.